# Paul Thesing
Paul Thesing (* 12. April 1882 in Anholt; † 6. Dezember 1954 in Darmstadt) war ein deutscher Maler, Zeichner, Karikaturist, Illustrator.

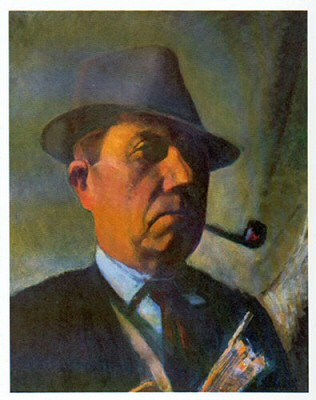
Selbstporträt (1947)

## Leben
Paul Thesing studierte im Jahr 1902 Chemie an der TH Darmstadt, mit gelegentlichen Studienaufenthalten in der Schweiz. Seine künstlerische Karriere begann als Zeichner in Zürich, wo er 1905 zunächst sein in Darmstadt begonnenes Chemiestudium fortsetzte. Ab 1907 entstanden regelmäßig sozialkritische Karikaturen für das schweizerische Arbeiterblatt
Der Neue Postillon.
Ab 1909 arbeitete er als Zeichner für die renommierten Satirezeitschrift Nebelspalter. Die Ereignisse in Europa am Vorabend des Ersten Weltkrieges, vor allem die Politik der europäischen Großmächte, bestimmten die Themen des Zeichners. Zum Studium der Malerei ging Thesing 1909 nach Paris und lernte dort Rudolf Levy, Hans Purrmann, Oskar Moll, Friedrich Ahlers-Hestermann, Franz Nölken, Walter Rosam, Rudolf Großmann und Albert Weisgerber im deutschen Künstlerkreis des Café du Dôme kennen. Während des Ersten Weltkrieges war Thesing als Karikaturist auf Mallorca tätig und publizierte unter anderem in spanischen Tageszeitungen Zeichnungen gegen die Entente.
In den zwanziger Jahren gehörte er zu den wichtigsten Vertretern der Malerei in Darmstadt. Er hatte seine erste große Einzelausstellung 1926 in der Kunsthalle, nachdem er 1924 den Georg-Büchner-Preis des Volksstaats Hessen, dessen Hauptstadt Darmstadt war.
Wirtschaftliche Zustände in den 1920er Jahren zwangen Thesing jedoch zur Emigration, er versuchte 1929 erst in Frankreich Fuß zu fassen, lebte anschließend 1931 bis 1936 auf Ibiza, von 1936 bis 1939 auf Ischia in Italien. 1937 wurde in der Nazi-Aktion „Entartete Kunst“ aus dem Hessischen Landesmuseum Darmstadt sein Tafelbild „Hafen“ und aus dem Städtischen Kunst- und Gewerbemuseum Dortmund und der Kunstsammlungen der Stadt Düsseldorf die Mappe „Damas de Noche. Erinnerungen an Spanische Nächte“ (sechs Lithografien, 59 × 46 cm, 1920; 7. Mappe der Galerie Flechtheim, Düsseldorf) beschlagnahmt.
Nach dem Ende des Zweiten Weltkrieges kehrte Thesing erneut nach Darmstadt zurück, um sich auch als Pädagoge und Kunstfunktionär zu betätigen. Er war Mitbegründer und Präsident der Neuen Darmstädter Sezession. Er war Organisator deren erster Ausstellung „Befreite Kunst“, die im Dezember 1945 in den Räumen der Technischen Hochschule Darmstadt gezeigt wurde. Gezeigt wurden Werke von Klee, Kirchner, Kokoschka, Macke, Meidner, Heckel. Ein Bild von Thesing, das ebenfalls in der Ausstellung zu sehen war, führte zu heftiger Kritik. Aus Protest ließ Thesing die Ausstellung vorzeitig schließen. Da er keinen Rückhalt in der Darmstädter Sezession fand, trat er von seinem Amt zurück.
Er engagierte sich für die Gründung einer Kunstschule und war deren erster kommissarischer Direktor ab 1947. 1949 schied er nach Auseinandersetzungen mit der Stadt Darmstadt aus dem Lehrbetrieb aus. Sein Nachfolger wurde Fritz Schwarzbeck.
1948 malte er für den regionalen Stromversorger HEAG das Gemälde Stiller Winkel im E-Werk. Ab 1949 arbeitete er wieder als Karikaturist.
Paul Thesing war mit Irene Thesing, geborene Wiskott, verheiratet. Er starb im Alter von 72 Jahren in Darmstadt. Der Chemiker und Hochschullehrer Jan Thesing war sein Sohn.

## Ehrungen
- 1924: Georg-Büchner-Preis.